# Scopula superior
Scopula superior là một loài bướm đêm trong họ Geometridae.